# Il diavolo nero (film 1957)
Il diavolo nero è un film del 1957 diretto da Sergio Grieco.

## Trama
Nel 1525 il nobile Lorenzo di Roccabruna cerca di stabilire l'unione tra gli italiani e gli spagnoli mediante il matrimonio della nipote Isabella col re di Spagna Ferdinando II d'Aragona. Ma il popolo di Roccabruna non è d'accordo e attacca gli invasori sotto il comando di un uomo mascherato detto "il diavolo nero".